# Parumer See
Der Parumer See befindet sich in Mecklenburg-Vorpommern westlich von Güstrow auf dem Gemeindegebiet von Gülzow-Prüzen. Mit 207 Hektar gehört er zu den größeren Seen im Landkreis Rostock. Seine Längsausdehnung beträgt 3,5 Kilometer und die größte Breite ungefähr ein Kilometer. Das Gewässer ist als Naherholungsgebiet bekannt und mit den umgebenden Röhrichtbeständen und Sumpfgebieten ökologisch interessant.
Der See und sein Umfeld sind Bestandteil des FFH-Gebietes Nebeltal mit Zuflüssen, verbundenen Seen und angrenzenden Wäldern.

## Geografie
Der Parumer See ist glazial geprägt und gehört zur Mecklenburgischen Seenplatte. Als flacher Rinnensee unterliegt er einer zunehmenden Verlandung. Die maximale Tiefe beträgt 2,8 Meter. 

## Ökologie

### Gewässerzustand
Im Gewässer herrschen polymiktische Zustände. Der See ist polytroph, kalkreich und besitzt einen recht hohen pH-Wert (>9). Nährstoffreiche Zuflüsse, hohe Nährstoffgehalte im Gewässer und ein großes Reservoir an Nährstoffen in der Mudde führen zu einer hohen Biomasseproduktion, die vom See nicht mehr abgebaut werden kann. In der Genese nähert sich der Parumer See dystrophen Verhältnissen an.

### Flora und Fauna
Um das Gewässer herum befindet sich ein ausgeprägter Röhrichtgürtel. Angrenzend gibt es Niedermoore und Sümpfe mit lokalen Vorkommen von Knabenkräutern. In Bülower Burg befindet sich eine Parkanlage mit einem Buchenbestand. Im Frühjahr blühen dort Hohler Lerchensporn, die Anemone und andere Frühblüher.
Im Bereich des Parumer Sees kommen 13 Fischarten, Amphibien und diverse Vogelarten vor. Zusammen mit Sumpfsee und Inselsee wurde die Region als IBA (Important Bird Area) aufgenommen.

## Nutzung

### Tourismus
Der See ist ein Naherholungsgebiet mit entsprechenden Nutzungen. Es gibt Bungalowsiedlungen in Bülower Burg und Parum. Darüber hinaus befinden sich mehrere Badestellen um den See herum. Das Gewässer ist zum Baden sehr gut geeignet.

### Fischerei und Angeln
Der Parumer See wird als Fischereigewässer genutzt und kann auch beangelt werden.